# 科尔波拉莱斯
科尔波拉莱斯，是西班牙拉里奥哈自治区的一个市镇。总面积8平方公里，总人口53人（2001年），人口密度7人/平方公里。